# Руби (Шпанија)
Руби (шп. Rubí) град је у Шпанији у аутономној заједници Каталонија у покрајини Барселона. Према процени из 2008. у граду је живело 71.927 становника.

## Становништво
Према процени, у граду је 2008. живело 71.927 становника.
| 1981.  | 1991.  | 2001.  |
| ------ | ------ | ------ |
| 43.839 | 50.405 | 61.159 |

## Градови побратими
- Boyeros
- Клиши
- Ocotal
- Пудавел